# Mulheres no Kuwait

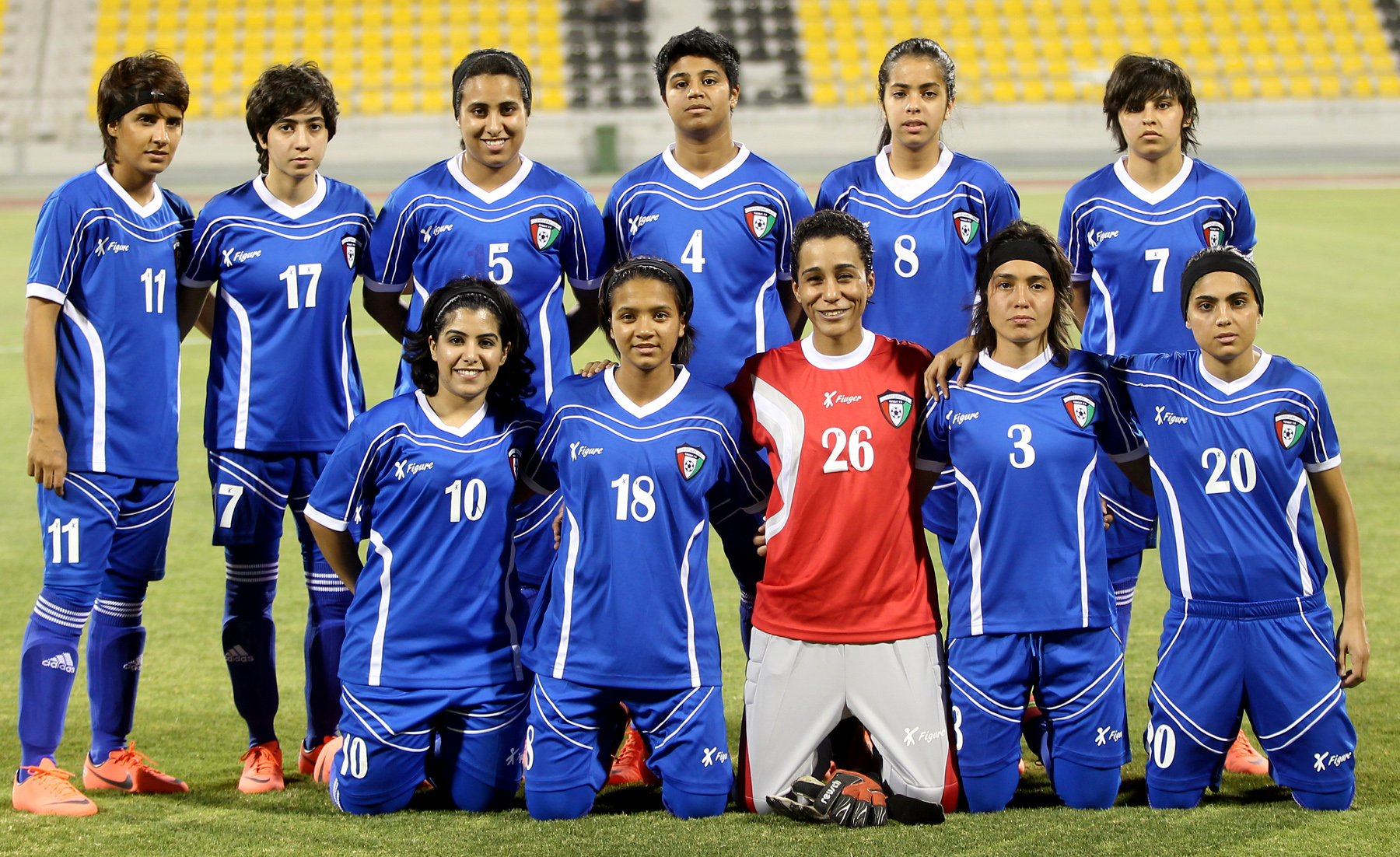
Seleção Feminina de Futebol do Kuwait.

Mulheres no Kuwait estão entre as mulheres mais emancipadas na região do Oriente Médio. Em 2014 e em 2015, o Kuwait foi classificado em primeiro lugar entre os países árabes no Relatório Gap Global Gender. Em 2013, 53% das mulheres do Kuwait participavam na força de trabalho. As mulheres kuwaitianas superam os homens na força de trabalho, e têm experimentado muitas mudanças desde a descoberta de petróleo. Elas têm uma longa história de ativismo político e social, que começou na década de 1960 e continua até hoje. Na década de 1950, o seu acesso à educação e ao emprego aumentou dramaticamente.

## Histórico
A partir do século XVII até a descoberta de petróleo na década de 1950, a economia do Kuwait foi em grande parte dependente do comércio marítimo. Enquanto os homens desempenhavam atividades marítimas, as mulheres se dedicavam ao lar e aos assuntos da família, como o controle de finanças. Para as famílias que poderiam pagar, casas foram construídas com um pátio e um harém, onde as mulheres passavam a maior parte do seu tempo. Esta estrutura, juntamente com altas janelas e portas que davam para o interior das casas, tirava as mulheres da visão pública. A participação de mulheres da classe alta na esfera pública foi limitada. No entanto, as mulheres de circunstâncias menos afortunadas tiveram uma experiência muito menos isolada; eles foram para o litoral em uma base diária, onde lavavam roupas de suas famílias e interagiam entre si. As meninas começaram a aprender a ler e escrever em 1916, quando a primeira escola foi estabelecida. Após isso, muitas mulheres de meios modestos começaram a trabalhar como instrutoras religiosas. A primeira escola privada foi aberta em 1926; ensinando leitura, escrita e bordado para meninas. A escola pública começou a funcionar ativamente em 1937, embora a matrícula de jovens mulheres foi baixa por algum tempo, passando a ser mais presente durante a década de 1940. Muitas vezes as próprias mulheres organizavam seus estudos básicos, devido à segregação de gênero que era imposta na área de educação, além de o ensino superior ser restrito aos homens. Em 1956, um grupo de mulheres jovens queimaram suas abayas para protestar contra a realidade de ter que ir para o estrangeiro para poder obter um nível superior.

## Mercado de trabalho
A participação de mulheres no Kuwait na força de trabalho é muito maior do que a média regional. O Kuwait tem a maior percentagem de mulheres que desenvolvem ativamente papéis na economia do país, além de que, as mulheres superam os homens na força de trabalho kuwaitiana. Em 2013, 53% das mulheres do Kuwait participavam na força de trabalho.

## Organizações e ativismo
O ativismo das mulheres no Kuwait começou na década de 1950. A primeira organização de mulheres, Associação de Mulheres Árabes Renaissance, foi criada por Noureya Al-Saddani em 1962 e logo foi seguida pela Women's Cultural and Social Society em fevereiro de 1963. O Girls Club (Nadi Alfatat) foi criado em 1975, seu foco inicial foi sobre as mulheres no esporte. Em 1981, Bayader As-Salam, um grupo religioso cujo objetivo era a consciência cultural, foi formado. No mesmo ano, a Sheikha Latifa Al-Sabah's Islamic Care Association foi estabelecida, pretendendo difundir o Islã e um estilo de vida islâmico e igualitário.
Mulheres do Kuwait desempenharam um grande papel na resistência à invasão do Iraque em 1990. Elas mobilizaram a oposição, começaram um trabalho de resistência subterrâneo chamado de "al-Kuwaitiya", passou armas e munições através de postos de controle iraquianos, transportaram e plantaram explosivos usando abayas, arrecadaram e distribuíram alimentos e remédios, e dedicaram-se em abrigos para os doentes e deficientes. Elas tornaram-se ativas nos grupos islâmicos na década de 1980, quando o islamismo estava em ascensão no Kuwait. Através de suas atividades nestes grupos, muitas mulheres adquiriram habilidades organizacionais que eram capazes de utilizar na campanha para o sufrágio.